# Balgö
Balgö es una isla y una reserva natural en Kattegat, frente a Tångaberg en el municipio de Varberg, en el país europeo de Suecia. Balgö es la isla más grande en Halland. Una reserva natural que la incluye fue creada en 1950. Algunas islas pequeñas alrededor de Balgö también forman parte de la reserva natural.
Balgö es lugar importante de descanso y cría para aves y mamíferos. En los inviernos, hay águilas de cola blanca en la zona.
135 especies de líquenes se han encontrado en Balgö.
Balgö tiene la mayor población de sapos corredores en Halland.